# Вычисления по короткой схеме
Вычисления по короткой схеме (англ. short-circuit evaluation), также известны как вычисления Маккарти (англ. McCarthy evaluation, в честь американского информатика Джона Маккарти) — это стратегия вычисления в некоторых языках программирования, при которой второй логический оператор выполняется или вычисляется только в том случае, если первого логического оператора недостаточно для определения значения выражения. Таким образом, после того, как результат выражения становится очевидным, его вычисление прекращается.
Примеры:
- Если левый операнд AND имеет значение false, то общее значение выражения также false, независимо от значения правого операнда.
- Если левый операнд OR имеет значение true, то общее значение выражения также true, независимо от значения правого операнда.

В общих словах, в выражениях вида {\displaystyle p_{1}\wedge p_{2}\wedge p_{3}\dots } либо {\displaystyle p_{1}\vee p_{2}\vee p_{3}\dots } вычисление продолжается слева направо, пока одно из {\displaystyle p_{n}} не даст false или true соответственно. Наличие или отсутствие вычисления по короткой схеме особенно важно, если члены выражения — действия с возможными побочными эффектами (помимо вызова функций это может быть останов программы при делении на ноль или выходе за пределы массива). Например, код вида if (n != 0) and (k/n > 17) ... является корректным только, если язык (или компилятор) гарантирует вычисление по короткой схеме.
В языках программирования с ленивыми вычислениями (Lisp, Perl, Haskell) логические операторы используются по короткой схеме. В других (Ada, Java, Delphi) доступны как операторы по короткой схеме, так и стандартные логические операторы. Для некоторых логических операций, таких как исключающее «или» (XOR), вычисления по короткой схеме невозможны, потому что для определения результата всегда требуются оба операнда.